# Wang Dan
Wang Dan (Carácteros chinos: 王丹; Pinyin: Wáng Dān; 26 de febrero de 1969) es un activista, historiador y profesor chino.

## Biografía
Activista por la libertad y democracia en China, líder del Movimiento Democrático de China, fue uno de los más visibles de los líderes estudiantiles en las protestas de la plaza de Tiananmén de 1989. Wang Dan aparece en la lista del Consejo Asesor de WikiLeaks.
Como resultado, luego de la masacre en la plaza de Tiananmén, fue immediatamente el "más requerido" de la lista de 21 fugitivos. Wang estuvo escondido pero fue arrestado el 2 de julio del mismo año, y sentenciado a cuatro años de prisión en 1991. Luego de ser puesto en libertad en 1993, continuó escribiendo públicamente (en publicaciones fuera de China) y fue arrestados nuevamente en 1995 por conspirar contra el Partido Comunista de China y fue sentenciado en 1996 a 11 años. Justo antes de la visita del Presidente Bill Clinton a China en 1998, Wang fue liberado por razones médicas y enviado a los Estados Unidos para un tratamiento por faucitis, gastroenteritis, y dolores de cabeza. En 2007 la segunda sentencia expiró y fue oficialmente "libre" con un certificado enviado a sus padres el 2 de octubre de 2007.
Wang obtuvo un Ph.D. en History por la Universidad de Harvard. Desde agosto del 2009 hasta febrero del 2010, Wang enseña Historia en la Universidad Nacional Chengchi de Taiwán Chengchi, gracias a una beca de profesor visitante. Ha viajado por el mundo para buscando el apoyo de las comunidades chinas en el exterior así como de todo el público.
El 31 de mayo de 2009, Wang comentó en una conferencia de prensa en Toronto sobre la llamada "Doctrina Beijing": "En aras de la mejora económica, todo se puede hacer, incluso matar a la gente ... [Tal doctrina muestra que] la Masacre de Tiananmen está todavía en curso, sólo en formas diferentes: antes se tomó la vida física de los estudiantes en 1989, pero hoy se envenena espiritualmente la mente del mundo."